# Château-Arnoux-Saint-Auban
Château-Arnoux-Saint-Auban là một xã ở tỉnh Alpes-de-Haute-Provence, vùng Provence-Alpes-Côte d'Azur ở đông nam nước Pháp.
In French, its inhabitants are referred to as Jarlandins.

## Dân số
| 1962 | 1968 | 1975 | 1982 | 1990 | 1999 |
| ---- | ---- | ---- | ---- | ---- | ---- |
| 5785 | 6532 | 6240 | 5576 | 5109 | 4970 |